# Herman Beyers
Herman Beyers (Mortsel, 20 februari 1963) is een Belgisch voormalig zaalvoetballer en basketter.

## Levensloop
Beyers verdedigde de kleuren van TL Mortsel, ZVK Ford Genk, ZVK Hasselt, het Nederlandse Bunga Melati Tilburg, ZVK Berchem, Futsal Juventus Edegem, ZVK Antwerpen 2000 en GS Hoboken. In totaal ontving hij tweemaal de Bronzen Pantoffel, met name in 1988 als speler van TL Mortsel en in 1990 voor ZVK Ford Genk.
Tevens was hij actief in het Belgisch zaalvoetbalteam. Met de Indoor Rode Duivels nam hij onder meer deel aan het wereldkampioenschappen van 1989, 1992 en 1996. Alsook aan het Europees kampioenschap van 1996. Op het WK van 1989 werd hij  vierde en op het EK van 1996 behaalde hij brons met de nationale equipe. In totaal verzamelde hij 82 caps.
Zijn zoon Sten is eveneens actief in het zaalvoetbal.